# Nati il 7 maggio

## XV secolo(1)
- 1429 - Giovanni Pontano, umanista e politico italiano († 1503)

## XVI secolo(2)
- 1530 - Luigi I di Borbone-Condé, generale francese († 1569)
- 1586 - Francesco IV Gonzaga, nobile italiano († 1612)

## XVII secolo(15)
- 1605 - Nikon, monaco cristiano russo († 1681)
- 1628 - Étienne Le Hongre, scultore francese († 1690)
- 1642 - Giovan Battista Contini, architetto italiano († 1723)
- 1643 - Stephanus Van Cortlandt, politico statunitense († 1700)
- 1651 - Giuseppe Archinto, cardinale e arcivescovo cattolico italiano († 1712)
- 1661 - Sofia Maria d'Assia-Darmstadt, nobile († 1712)
- 1676 - Pietro Giannone, saggista, giurista e storico italiano († 1748)
- 1679 - Hannibal Alphons von Porcia, nobile e politico austriaco († 1737)
- 1681 - Ranieri del Pace, pittore italiano († 1738)
- 1684 - Marie-Louise Trichet, religiosa francese († 1759)
- 1688 - Giuseppe Esterházy, principe ungherese († 1721)
- 1688 - Giulio Pontedera, botanico italiano († 1757)
- 1694 - Pierre-Jean Mariette, incisore, collezionista d'arte e storico dell'arte francese († 1774)
- 1696 - Eleonora Guglielmina di Anhalt-Köthen, nobile tedesco († 1726)
- 1700 - Gerard van Swieten, medico olandese († 1772)

## XVIII secolo(28)
- 1704 - Carl Heinrich Graun, compositore e tenore tedesco († 1759)
- 1711 - David Hume, filosofo scozzese († 1776)
- 1711 - Benedetto dal Buono, pittore italiano († 1775)
- 1724 - Josef Benda, violinista e compositore ceco († 1804)
- 1728 - Maria Cristina de Rouvroy, nobile francese († 1774)
- 1733 - Joseph Patrat, attore teatrale e drammaturgo francese († 1801)
- 1736 - Raimondo Moncada, nobile e vescovo cattolico italiano († 1813)
- 1737 - Iosif Igelström, generale russo († 1823)
- 1737 - Franz Anton Wyrsch, politico svizzero († 1814)
- 1745 - Carl Stamitz, violinista, violista e compositore tedesco († 1801)
- 1747 - Giuseppe Battaglia, presbitero e filosofo italiano († 1839)
- 1748 - Olympe de Gouges, drammaturga e attivista francese († 1793)
- 1751 - Girolamo Lucchesini, diplomatico e scrittore italiano († 1825)
- 1754 - Joseph Joubert, filosofo e aforista francese († 1824)
- 1759 - François-Auguste Parseval-Grandmaison, poeta e traduttore francese († 1834)
- 1763 - Józef Antoni Poniatowski, generale polacco († 1813)
- 1764 - Therese Huber, scrittrice tedesca († 1829)
- 1766 - Louis de Ligne, militare belga († 1813)
- 1767 - Federica Carlotta Ulrica di Prussia, principessa tedesca († 1820)
- 1768 - Aglaé de Polignac, nobildonna francese († 1803)
- 1769 - Giuseppe Farinelli, compositore italiano († 1836)
- 1776 - Dániel Berzsenyi, poeta ungherese († 1836)
- 1776 - Jacopo Gråberg di Hemsö, geografo e diplomatico svedese († 1847)
- 1780 - Carlo Pisani Dossi, rivoluzionario, militare e nobile italiano († 1852)
- 1783 - Miguel Estanislao Soler, generale e politico argentino († 1849)
- 1794 - Ernesto I di Hohenlohe-Langenburg, principe tedesco († 1860)
- 1795 - William Fox-Strangways, IV conte di Ilchester, politico e diplomatico inglese († 1865)
- 1799 - Michelangelo Pieramico, vescovo cattolico italiano († 1862)

## XIX secolo(159)
- 1802 - Vincenzo di Bartolo, navigatore italiano († 1849)
- 1802 - Rodolfo Sutermeister, filosofo svizzero († 1868)
- 1804 - Alfred Moquin-Tandon, naturalista, botanico e medico francese († 1863)
- 1804 - Auguste Adolphe Marc Reynaud, naturalista e medico francese († 1887)
- 1806 - William Bernard Ullathorne, arcivescovo cattolico britannico († 1889)
- 1808 - Caspar Maximilian Droste zu Vischering-Padberg, politico tedesco († 1887)
- 1809 - Josef von Löschner, medico austriaco († 1889)
- 1810 - John Temple Leader, politico inglese († 1903)
- 1812 - Pompejus Bolley, chimico tedesco († 1870)
- 1812 - Robert Browning, poeta e drammaturgo inglese († 1889)
- 1812 - Arthur Purves Phayre, militare inglese († 1885)
- 1813 - Raffaele Del Ponte, pittore, scenografo e illustratore italiano († 1872)
- 1813 - Richard Lumley, IX conte di Scarbrough, ufficiale irlandese († 1884)
- 1815 - Marco Mortara, rabbino e insegnante italiano († 1894)
- 1816 - Giuseppe Triolo, patriota e nobile italiano († 1887)
- 1818 - Félix Brissot de Warville, pittore francese († 1892)
- 1819 - Otto Wilhelm von Struve, astronomo russo († 1905)
- 1823 - Fabio Borbottoni, pittore italiano († 1901)
- 1825 - Paolo Emilio Castagnola, poeta, storico della letteratura e critico letterario italiano († 1898)
- 1826 - Varina Davis, first lady statunitense († 1906)
- 1827 - Luigi Martignoni, patriota e militare italiano († 1860)
- 1828 - Félix António de Brito Capello, biologo e aracnologo portoghese († 1879)
- 1828 - Effie Gray, nobildonna britannica († 1897)
- 1831 - Richard Norman Shaw, architetto scozzese († 1912)
- 1832 - Heinrich Julius Holtzmann, teologo tedesco († 1910)
- 1832 - Andrea Malfatti, scultore italiano († 1917)
- 1832 - Carl Gottfried Neumann, matematico tedesco († 1925)
- 1833 - James S. Boynton, politico statunitense († 1902)
- 1833 - Johannes Brahms, compositore, pianista e direttore d'orchestra tedesco († 1897)
- 1833 - Stanislao Pointeau, pittore francese († 1907)
- 1835 - Agostino Ciasca, cardinale e orientalista italiano († 1902)
- 1836 - Joseph Gurney Cannon, politico statunitense († 1926)
- 1836 - Euphrosyne Parepa-Rosa, soprano britannico († 1874)
- 1837 - Luigi Busi, pittore italiano († 1884)
- 1837 - Karl Mauch, esploratore tedesco († 1875)
- 1838 - Carlo Valcarenghi, patriota italiano († 1860)
- 1840 - Pëtr Il'ič Čajkovskij, compositore russo († 1893)
- 1840 - Marko Kropyvnyc'kyj, scrittore, drammaturgo e regista teatrale ucraino († 1910)
- 1841 - Antonio Dal Zotto, scultore italiano († 1918)
- 1841 - Gustave Le Bon, antropologo, psicologo e sociologo francese († 1931)
- 1842 - Isala Van Diest, medica e attivista belga († 1916)
- 1845 - Josef Victor Rohon, paleontologo e anatomista tedesco († 1923)
- 1846 - Neera, scrittrice italiana († 1918)
- 1847 - Archibald Primrose, V conte di Rosebery, nobile e politico britannico († 1929)
- 1848 - József Kauser, architetto ungherese († 1919)
- 1848 - Pio Nevi, trombonista e direttore di banda italiano († 1930)
- 1848 - Heinrich Streintz, fisico austriaco († 1892)
- 1848 - Temistocle Zona, astronomo italiano († 1910)
- 1849 - Charles Émile François-Franck, fisiologo e patologo francese († 1921)
- 1849 - Nicola Vischi, avvocato e politico italiano († 1914)
- 1850 - Pietro Bangher, brigante italiano
- 1850 - E.T. Jones, nuotatore britannico († 1904)
- 1850 - Lloyd Mathews, militare e politico britannico († 1901)
- 1850 - Charles Morice, calciatore inglese († 1932)
- 1850 - Anton Seidl, direttore d'orchestra ungherese († 1898)
- 1851 - Adolf von Harnack, teologo e storico delle religioni tedesco († 1930)
- 1851 - Axel Harnack, matematico tedesco († 1888)
- 1853 - Joao Eboli, medico italiano († 1923)
- 1853 - Arthur Henry Shakespeare Lucas, insegnante e botanico britannico († 1936)
- 1853 - Franz Wickhoff, storico dell'arte austriaco († 1909)
- 1854 - Giuseppe Veronese, matematico italiano († 1917)
- 1855 - Jacques Hermant, architetto francese († 1930)
- 1855 - Frédéric Georges Herr, generale francese († 1932)
- 1855 - Jaroslav Hlava, patologo ceco († 1924)
- 1855 - Nikolaj Feofanovič Kaščenko, biologo sovietico († 1935)
- 1855 - Oskar von Miller, ingegnere tedesco († 1934)
- 1856 - Édouard François Zier, pittore e illustratore francese († 1924)
- 1857 - Oreste Calabresi, attore italiano († 1915)
- 1857 - Fialho de Almeida, scrittore portoghese († 1911)
- 1858 - Lorenzo Franci, fantino italiano
- 1860 - Salvatore Barzilai, avvocato, criminologo e politico italiano († 1939)
- 1860 - Raoul Grimoin-Sanson, ingegnere, imprenditore e inventore francese († 1941)
- 1861 - Rudolf Raimann, compositore ungherese († 1913)
- 1861 - Rabindranath Tagore, poeta, drammaturgo e scrittore indiano († 1941)
- 1862 - Harry Grove, tennista britannico († 1896)
- 1862 - Siegfried Kalischer, neurologo tedesco († 1954)
- 1862 - Nevil Macready, militare e politico britannico († 1946)
- 1863 - Jessie MacLaren MacGregor, medico scozzese († 1906)
- 1865 - A. E. W. Mason, scrittore e politico britannico († 1948)
- 1866 - William Peyton, generale britannico († 1931)
- 1867 - Władysław Reymont, scrittore polacco († 1925)
- 1868 - John MacBride, rivoluzionario irlandese († 1916)
- 1868 - Stanisław Przybyszewski, scrittore, drammaturgo e poeta polacco († 1927)
- 1869 - Costantino Cavarzerani, generale italiano († 1945)
- 1869 - William Connor, ginnasta inglese († 1964)
- 1869 - Michele Arcangelo Petrone, magistrato e politico italiano († 1944)
- 1869 - Howard Van Doren Shaw, architetto statunitense († 1926)
- 1870 - Aurelio Grue, militare italiano († 1896)
- 1871 - Gyula Károlyi, politico ungherese († 1947)
- 1873 - Giovanni Castellano, cuoco e pasticciere italiano († 1952)
- 1873 - Tatsukichi Minobe, politico giapponese († 1948)
- 1874 - Frank König, calciatore, allenatore di calcio e arbitro di calcio svizzero († 1959)
- 1874 - Pëtr Germogenovič Smidovič, rivoluzionario e politico russo († 1935)
- 1875 - Frank Bizzoni, pistard italiano († 1926)
- 1875 - Bill Hoyt, astista e ostacolista statunitense († 1954)
- 1876 - Samuel Courtauld, imprenditore e collezionista d'arte britannico († 1947)
- 1876 - Nicola Giuseppe Dallorso, imprenditore, dirigente sportivo e politico italiano († 1954)
- 1876 - Paul Rivet, etnologo francese († 1958)
- 1878 - Karl Gustav Vollmöller, scrittore tedesco († 1948)
- 1878 - Isabella d'Orléans, nobile francese († 1961)
- 1879 - Placido Martini, avvocato italiano († 1944)
- 1879 - Ben Warren, calciatore inglese († 1917)
- 1880 - Oskar Perron, matematico tedesco († 1975)
- 1880 - Əzim Əzimzadə, pittore azero († 1943)
- 1881 - Paul Koechlin, imprenditore e aviatore francese († 1916)
- 1881 - George Wiley, pistard statunitense († 1954)
- 1882 - Jimmy Cantrell, golfista e calciatore inglese († 1960)
- 1882 - Willem Elsschot, scrittore e poeta belga († 1960)
- 1882 - Sergej Nikolaevič Frejman, scacchista russo († 1946)
- 1882 - Virgilio Ranzato, compositore italiano († 1937)
- 1882 - Mary Rogers, pittrice statunitense († 1920)
- 1883 - Evaristo Carriego, poeta argentino († 1912)
- 1883 - Kiyoshi Hasegawa, ammiraglio giapponese († 1970)
- 1883 - Gino Roncaglia, musicologo e critico musicale italiano († 1968)
- 1883 - Joe Shaw, calciatore e allenatore di calcio inglese († 1963)
- 1883 - Giuseppe Tarella, calciatore e velocista italiano († 1968)
- 1884 - Vincenzo Arangio-Ruiz, giurista e politico italiano († 1964)
- 1884 - Adolfo Porcellini, politico italiano († 1973)
- 1885 - Raffaele Balsamo, cantante italiano († 1946)
- 1885 - Yvon Delbos, politico francese († 1956)
- 1885 - Gabby Hayes, attore statunitense († 1969)
- 1885 - Juan Antonio Iribarren, politico cileno († 1968)
- 1887 - Benjamin Glazer, sceneggiatore e produttore cinematografico statunitense († 1956)
- 1887 - Sándor Prokopp, tiratore a segno ungherese († 1964)
- 1888 - Hermann Fränkel, filologo classico tedesco († 1977)
- 1889 - Mario Moretti, calciatore italiano
- 1889 - Mario Roveda, generale, partigiano e politico italiano († 1958)
- 1889 - Paolo Trinchera, regista e produttore cinematografico italiano († 1948)
- 1890 - George Archainbaud, regista francese († 1959)
- 1890 - Arnaldo Ginna, pittore, scultore e regista italiano († 1982)
- 1890 - Huug de Groot, calciatore olandese († 1957)
- 1890 - Antonio Zanussi, imprenditore italiano († 1946)
- 1891 - Lynn Reynolds, regista e sceneggiatore statunitense († 1927)
- 1892 - Hermann Breith, generale tedesco († 1964)
- 1892 - Giulio Cisari, illustratore italiano († 1979)
- 1892 - Enzo Gainotti, attore italiano († 1962)
- 1892 - Archibald MacLeish, poeta e drammaturgo statunitense († 1982)
- 1892 - Ivan Šubašić, politico jugoslavo († 1955)
- 1892 - Josip Broz Tito, politico, rivoluzionario e militare jugoslavo († 1980)
- 1893 - Feroz Khan Noon, politico pakistano († 1970)
- 1893 - José Vanzzino, calciatore uruguaiano († 1977)
- 1894 - Sotero Aranguren, calciatore argentino († 1922)
- 1894 - Francis John Brennan, cardinale statunitense († 1968)
- 1894 - Georg Keppler, generale tedesco († 1966)
- 1895 - Giancarlo Lanciani Rocca, nobile, dirigente d'azienda e politico italiano († 1967)
- 1895 - Aimé Félix Tschiffely, scrittore svizzero († 1954)
- 1896 - Pavel Sergeevič Aleksandrov, matematico sovietico († 1982)
- 1896 - Leo Garavaglia, attore italiano († 1972)
- 1896 - Kitty McKane, tennista britannica († 1992)
- 1896 - Bino Sanminiatelli, scrittore e disegnatore italiano († 1984)
- 1897 - Walter Claus-Oehler, calciatore tedesco († 1941)
- 1897 - Arthur Hope, II barone Rankeillour, politico inglese († 1958)
- 1898 - Otto Hitzfeld, generale tedesco († 1990)
- 1898 - Juan Touzón, avvocato spagnolo († 1972)
- 1899 - Teodoro Ciresola, latinista e poeta italiano († 1978)
- 1900 - Vittorio Centurione Scotto, aviatore e militare italiano († 1926)
- 1900 - Gino Filippini, compositore, direttore d'orchestra e arrangiatore italiano († 1962)
- 1900 - Ralph Truman, attore britannico († 1977)
- 1900 - Biagio Vecchioni, politico italiano († 1972)

## XX secolo(900)
- 1901 - Gary Cooper, attore statunitense († 1961)
- 1901 - Walther Wüst, orientalista tedesco († 1993)
- 1902 - Ubaldo Castagnoli, architetto e ingegnere italiano († 1982)
- 1902 - Matteo Demetz, fondista italiano († 1941)
- 1902 - Jean-Philippe Lauer, egittologo francese († 2001)
- 1902 - Alessandro Seppilli, igienista e politico italiano († 1995)
- 1902 - Carlo Venegoni, politico e antifascista italiano († 1983)
- 1903 - Jimmy Ball, velocista canadese († 1988)
- 1903 - Jurgis Baltrušaitis, storico dell'arte, critico d'arte e diplomatico lituano († 1988)
- 1903 - Arno Frank, cestista, allenatore di pallacanestro e allenatore di calcio brasiliano († 1964)
- 1903 - Frank Scannell, attore statunitense († 1989)
- 1903 - Gianfilippo Usellini, pittore italiano († 1971)
- 1903 - Nikolaj Zabolockij, poeta, scrittore e traduttore russo († 1958)
- 1904 - Elisabeth Grasser, schermitrice austriaca († 2002)
- 1904 - Julien Grujon, ciclista su strada francese († 1976)
- 1904 - Val Lewton, produttore cinematografico russo († 1951)
- 1904 - Kurt Weitzmann, storico dell'arte tedesco († 1993)
- 1905 - Antonio Abete, imprenditore italiano († 1987)
- 1905 - Elisa Maria Boglino, pittrice danese († 2002)
- 1905 - Cecilia Kin, scrittrice, critica letteraria e traduttrice russa († 1992)
- 1905 - Antonio Perduca, calciatore italiano
- 1905 - Pere Solé, calciatore spagnolo († 1982)
- 1905 - George Stoll, compositore statunitense († 1985)
- 1906 - Jon Lormer, attore statunitense († 1986)
- 1906 - Irving Reis, regista, sceneggiatore e direttore della fotografia statunitense († 1953)
- 1908 - Paola Consolo, pittrice italiana († 1933)
- 1908 - Jean-Pierre Frisch, calciatore lussemburghese († 1995)
- 1908 - Max Grundig, imprenditore tedesco († 1989)
- 1908 - Leo Sternbach, farmacista e chimico statunitense († 2005)
- 1909 - Lou Dijkstra, pattinatore di velocità su ghiaccio olandese († 1964)
- 1909 - Antonio Escuriet, ciclista su strada spagnolo († 1998)
- 1909 - Vittorio Grilli, calciatore italiano
- 1909 - Edwin Land, inventore e imprenditore statunitense († 1991)
- 1909 - Dorothy Sunrise Lorentino, insegnante nativa americana († 2005)
- 1909 - Erich Metze, ciclista su strada e pistard tedesco († 1952)
- 1910 - Otto Andersson, calciatore svedese († 1977)
- 1910 - Elia Comini, presbitero italiano († 1944)
- 1910 - Salvatore Mariconda, politico italiano († 1996)
- 1910 - S. Poniman, cantante e attore indonesiano († 1978)
- 1910 - François Rudler, cestista francese († 1984)
- 1910 - Angelo Strata, calciatore italiano
- 1911 - Raffaele Albertella, pittore italiano († 1961)
- 1911 - Ishirō Honda, regista, produttore cinematografico e sceneggiatore giapponese († 1993)
- 1912 - Ugo Adriano Graziotti, scultore, pittore e matematico italiano († 2000)
- 1913 - Simon Ramo, ingegnere e imprenditore statunitense († 2016)
- 1914 - Claude Farell, attrice austriaca († 2008)
- 1914 - Andreas Kupfer, calciatore tedesco († 2001)
- 1914 - Celestino Martínez, calciatore argentino
- 1914 - Radomiro Tomic, politico cileno († 1992)
- 1915 - Dean Mealy, cestista statunitense († 1973)
- 1916 - Felix Cameroni, clarinettista italiano († 1978)
- 1917 - Domenico Bartolucci, cardinale, compositore e direttore di coro italiano († 2013)
- 1917 - Romolo Lestini, calciatore italiano
- 1917 - Anthony Provenzano, mafioso statunitense († 1988)
- 1917 - Carlo Rossetti, calciatore italiano
- 1917 - David Tomlinson, attore britannico († 2000)
- 1918 - Rodolfo Díaz, cestista messicano († 1993)
- 1918 - Antonio Guarasci, politico italiano († 1974)
- 1918 - Vojo Kushi, partigiano e militare albanese († 1942)
- 1918 - Mamduh Salem, politico egiziano († 1988)
- 1918 - Fritz Wolf, grafico tedesco († 2001)
- 1919 - Atila Kelemen, pallanuotista rumeno († 1994)
- 1919 - Evita Perón, attrice, politica e sindacalista argentina († 1952)
- 1919 - Ferruccio Pizzigoni, militare italiano († 1943)
- 1919 - Boris Abramovič Sluckij, poeta sovietico († 1986)
- 1919 - Gavrila Törok, pallanuotista rumeno
- 1920 - Antonio Franceschi, calciatore italiano
- 1920 - James McDonald, fisico statunitense († 1971)
- 1920 - Juan Sans Alsina, calciatore spagnolo († 2001)
- 1920 - Rendra Karno, attore indonesiano († 1985)
- 1921 - Pierfranco Bonetti, partigiano italiano († 1944)
- 1921 - Asa Briggs, storico britannico († 2016)
- 1921 - Roberto Crippa, pittore, scultore e aviatore italiano († 1972)
- 1921 - Gale Robbins, attrice e cantante statunitense († 1980)
- 1921 - Gaston Rébuffat, alpinista francese († 1985)
- 1922 - Giovanni Boffa, poeta e insegnante svizzero († 2002)
- 1922 - Tony Leblanc, attore e regista spagnolo († 2012)
- 1922 - David Letham, calciatore scozzese († 2007)
- 1922 - Giorgio Ottone Levitz, militare, aviatore e partigiano italiano († 1944)
- 1922 - Darren McGavin, attore statunitense († 2006)
- 1922 - Raimondo Rimondi, scultore e pittore italiano († 2007)
- 1922 - Ingvar Rydell, calciatore svedese († 2013)
- 1922 - Raimondo Vianello, attore, comico e conduttore televisivo italiano († 2010)
- 1923 - Anne Baxter, attrice statunitense († 1985)
- 1923 - Bülend Ulusu, politico e militare turco († 2015)
- 1924 - Carlos Alegre, cestista e allenatore di pallacanestro peruviano
- 1924 - Albert Band, produttore cinematografico, regista e sceneggiatore italiano († 2002)
- 1924 - Marjorie Boulton, scrittrice e esperantista britannica († 2017)
- 1924 - James Learmonth Gowans, medico britannico († 2020)
- 1924 - Arno Lustiger, storico e scrittore tedesco († 2012)
- 1924 - Antonino Perrone, politico italiano († 1994)
- 1924 - Leo Sharp, criminale statunitense († 2016)
- 1925 - Aldo Barberito, attore e doppiatore italiano († 1985)
- 1925 - Sergio Bernardini, imprenditore, impresario teatrale e produttore televisivo italiano († 1993)
- 1925 - Salvatore Boscarino, ingegnere e restauratore italiano († 2001)
- 1925 - Athos Fiordelli, partigiano e politico italiano († 1990)
- 1925 - Lev Solomonovič Mirskij, regista sovietico († 1996)
- 1925 - Lauri Vaska, chimico estone († 2015)
- 1926 - Val Bisoglio, attore statunitense († 2021)
- 1926 - Pasquale Panico, politico e sindacalista italiano († 2018)
- 1926 - Moraldo Rossi, sceneggiatore e regista italiano († 2021)
- 1926 - Mario Sebastián, pallanuotista argentino († 2006)
- 1926 - Charley Wolf, allenatore di pallacanestro statunitense († 2022)
- 1927 - Joseph Agassi, filosofo e storico della scienza israeliano († 2023)
- 1927 - Gianni Bisiach, giornalista, scrittore e medico italiano († 2022)
- 1927 - Jules Boes, cestista belga († 2016)
- 1927 - Carmine Della Sala, militare italiano († 1973)
- 1927 - Herbert Gans, sociologo tedesco († 2025)
- 1927 - Natale Iamonte, mafioso italiano († 2015)
- 1927 - Gennadij Vasil'evič Kolbin, politico sovietico († 1998)
- 1927 - Carlo Maluta, calciatore e allenatore di calcio italiano († 1973)
- 1927 - Ester Palmesino, altista italiana († 2016)
- 1927 - Ruth Prawer Jhabvala, sceneggiatrice e scrittrice inglese († 2013)
- 1927 - Elisabeth Söderström, soprano e attrice svedese († 2009)
- 1928 - Serge Blusson, ciclista su strada e pistard francese († 1994)
- 1928 - J.J. Murphy, attore britannico († 2014)
- 1928 - Jean Parent, schermidore francese († 2019)
- 1928 - Sergio Sartorelli, ingegnere e designer italiano († 2009)
- 1928 - Lodovico Sommaruga, canottiere italiano († 2016)
- 1928 - Paul Unruh, cestista statunitense († 2023)
- 1929 - Giovanni Battista Carlassara, politico italiano († 2015)
- 1929 - Pietro Raschitelli, fumettista italiano († 2018)
- 1929 - Tawfiq Ziyad, poeta e politico palestinese († 1994)
- 1930 - Igor' Bezrodnyj, violinista, direttore d'orchestra e insegnante sovietico († 1997)
- 1930 - Horst Bienek, scrittore e poeta tedesco († 1990)
- 1930 - Giuseppe Cannata, politico italiano († 1990)
- 1930 - Carlo Cataneo, attore e doppiatore italiano († 2005)
- 1930 - José Romão Dimas, calciatore portoghese († 2007)
- 1930 - Italo Kuhne, giornalista e avvocato italiano († 2001)
- 1930 - Anatolij Ivanovič Luk'janov, politico e scrittore sovietico († 2019)
- 1930 - Babe Parilli, giocatore di football americano statunitense († 2017)
- 1930 - Donato Sabato, ingegnere e dirigente pubblico italiano († 2016)
- 1930 - Charles Stephen, hockeista su prato indiano († 2002)
- 1931 - Baccio Baccetti, zoologo italiano († 2010)
- 1931 - Teresa Brewer, cantante statunitense († 2007)
- 1931 - Ludovico Gatto, storico italiano († 2019)
- 1931 - Miguel Gutiérrez, calciatore messicano († 2016)
- 1931 - Ricardo Legorreta Vilchis, architetto messicano († 2011)
- 1931 - Ivo Urban, calciatore e giornalista cecoslovacco († 2024)
- 1931 - Ingvar Wixell, baritono svedese († 2011)
- 1931 - Gene Wolfe, scrittore statunitense († 2019)
- 1932 - Hans Boskamp, calciatore olandese († 2011)
- 1932 - Philippe Contamine, medievista francese († 2022)
- 1932 - József Csabai, allenatore di calcio e calciatore ungherese († 2023)
- 1932 - Pete Domenici, politico statunitense († 2017)
- 1932 - Herbert Holba, regista austriaco († 1994)
- 1932 - Jenny Joseph, poetessa, scrittrice e giornalista britannica († 2018)
- 1932 - Izidor Predan, giornalista, scrittore e poeta italiano († 1996)
- 1932 - Fufi Santori, cestista e allenatore di pallacanestro portoricano († 2018)
- 1932 - Derek Taylor, giornalista, scrittore e critico teatrale britannico († 1997)
- 1933 - Gianfranco Caniggia, architetto italiano († 1987)
- 1933 - Gordon Davidson, regista statunitense († 2016)
- 1933 - Nexhmije Pagarusha, cantante lirica e attrice kosovara († 2020)
- 1933 - Roger Perry, attore statunitense († 2018)
- 1933 - Johnny Unitas, giocatore di football americano statunitense († 2002)
- 1933 - Gabriele Varano, musicista italiano
- 1934 - Evgenij Jasin, economista e politico russo († 2023)
- 1934 - Rodolfo Machado, attore argentino († 2020)
- 1934 - Sammy Nicholl, calciatore maltese († 2023)
- 1934 - Alberto Peruzzo, imprenditore e editore italiano
- 1934 - Alfred Rüegg, ciclista su strada e pistard svizzero († 2010)
- 1935 - Sergio Ceccotti, pittore e incisore italiano
- 1935 - Ovidio Dallera, storico italiano († 2012)
- 1935 - Michael Hopkins, architetto britannico († 2023)
- 1935 - Gérard Lefranc, schermidore francese († 2025)
- 1935 - Enzo Magnanini, calciatore italiano († 1968)
- 1935 - Ecaterina Orb-Lazăr, ex schermitrice rumena
- 1935 - Giammaria Visconti di Modrone, nobile e imprenditore italiano († 2015)
- 1936 - Cornelius Cardew, compositore britannico († 1981)
- 1936 - Vilma Egresi, canoista ungherese († 1979)
- 1936 - Mario Gios, ex pattinatore di velocità su ghiaccio italiano
- 1936 - Volodymyr Lukashev, direttore teatrale, produttore teatrale e docente ucraino
- 1936 - Jimmy Ruffin, cantante statunitense († 2014)
- 1936 - Klauspeter Seibel, direttore d'orchestra tedesco († 2011)
- 1937 - Ueli Berger, designer, architetto e docente svizzero († 2008)
- 1937 - Eddie Clayton, ex calciatore inglese
- 1937 - Renato De Riva, pattinatore di velocità su ghiaccio italiano († 1983)
- 1937 - Carlo Digilio, terrorista e collaboratore di giustizia italiano († 2005)
- 1937 - Amalio Ferrarese, calciatore italiano
- 1938 - John Caldwell, pugile britannico († 2009)
- 1938 - Luigi Mario Engaku Taino, filosofo e scrittore italiano († 2021)
- 1938 - Pepita Ferrer Lucas, scacchista spagnola († 1993)
- 1938 - Kōichi Hirakida, nuotatore giapponese († 1993)
- 1938 - Paku Alam IX, politico e nobile indonesiano († 2015)
- 1938 - Franco Polcri, storico e archivista italiano († 2022)
- 1938 - Ivan Rassimov, attore italiano († 2003)
- 1938 - Rada Rassimov, attrice italiana
- 1938 - Lester Thurow, economista statunitense († 2016)
- 1939 - José Antonio Abreu, musicista, attivista e politico venezuelano († 2018)
- 1939 - Sidney Altman, chimico statunitense († 2022)
- 1939 - Volker Braun, poeta e scrittore tedesco
- 1939 - Francesco Casati, politico italiano († 1992)
- 1939 - Pierantonio Costa, diplomatico e imprenditore italiano († 2021)
- 1939 - Ruggero Deodato, regista, sceneggiatore e attore italiano († 2022)
- 1939 - Ruud Lubbers, imprenditore, diplomatico e politico olandese († 2018)
- 1939 - Jean-Lucien Savi de Tové, politico togolese
- 1939 - Marco St. John, attore statunitense
- 1939 - Ronei Paulo Travi, ex calciatore brasiliano
- 1940 - Steven Blaisse, canottiere olandese († 2001)
- 1940 - Angela Carter, scrittrice e giornalista britannica († 1992)
- 1940 - Ambrogio Ciranna, scultore italiano († 2014)
- 1940 - Eugène Gerards, allenatore di calcio, dirigente sportivo e calciatore olandese († 2018)
- 1940 - Marek Gołąb, sollevatore polacco († 2017)
- 1940 - Jerry Harkness, cestista statunitense († 2021)
- 1940 - John Irvin, regista britannico
- 1941 - Michel Audureau, ex cestista francese
- 1941 - Antonio Capitta, giornalista italiano († 2017)
- 1941 - Pashupati Shamsher Jang Bahadur Rana, politico nepalese
- 1941 - Jean Schneider, astronomo francese
- 1941 - Giancarlo Valt, giocatore di curling italiano
- 1942 - Pietro Farina, vescovo cattolico italiano († 2013)
- 1942 - Maximilian Reimann, politico, giornalista e giurista svizzero
- 1942 - Maria Grazia Sestero, politica e insegnante italiana († 2025)
- 1942 - Renzo Vitali, arbitro di calcio italiano
- 1942 - Bob Weiss, ex cestista e allenatore di pallacanestro statunitense
- 1942 - Antonio Zedde, fantino italiano
- 1943 - Terry Allen, pittore e cantautore statunitense
- 1943 - Mauro Berardi, produttore cinematografico italiano
- 1943 - Peter Carey, scrittore e sceneggiatore australiano
- 1943 - Franco Devescovi, fumettista italiano
- 1943 - Erv Kanemoto, dirigente sportivo statunitense
- 1943 - Paolo Martin, designer italiano
- 1943 - Donal McCann, attore irlandese († 1999)
- 1943 - Aldo Mirate, politico italiano († 2022)
- 1943 - Orlando Ramírez, calciatore cileno († 2018)
- 1943 - Anne-Marie Saforge, ex cestista francese
- 1943 - Teun Adrianus van Dijk, linguista olandese
- 1944 - Paul Desfarges, arcivescovo cattolico francese
- 1944 - Richard O'Sullivan, attore britannico
- 1945 - Bruno Amalfitano, scenografo italiano
- 1945 - Tancredi Cimmino, dirigente d'azienda e politico italiano
- 1945 - Ernesto Gehrmann, ex cestista argentino
- 1945 - Enrique Lora, ex calciatore spagnolo
- 1945 - Hanspaul Menara, scrittore, alpinista e giornalista italiano
- 1945 - Christy Moore, cantante, cantautore e chitarrista irlandese
- 1945 - Robin Strasser, attrice statunitense
- 1946 - Vladimir Bortko, regista russo
- 1946 - Marián Čalfa, politico e avvocato cecoslovacco
- 1946 - Sergio Cortopassi, politico italiano
- 1946 - Barbara Daniels, soprano statunitense
- 1946 - Thelma Houston, cantante e attrice statunitense
- 1946 - Andrej Korsakov, violinista, insegnante e direttore d'orchestra sovietico († 1991)
- 1946 - Bill Kreutzmann, batterista statunitense
- 1946 - Philip Charles MacKenzie, attore statunitense
- 1946 - Aju Meosjin, fumettista e editore nordcoreano
- 1946 - Jerry Nolan, batterista statunitense († 1992)
- 1946 - Michael Rosen, romanziere e poeta britannico
- 1946 - Luciano Tomei, cantante, compositore e pianista italiano
- 1947 - Ninni Cassarà, poliziotto italiano († 1985)
- 1947 - Adriana Cavarero, filosofa e storica della filosofia italiana
- 1947 - Myrna DeBerry, cestista statunitense († 1991)
- 1947 - Dave Hampton, ex giocatore di football americano statunitense
- 1947 - Gary Herbert, politico statunitense
- 1947 - Antonio de la Cruz, allenatore di calcio e ex calciatore spagnolo
- 1948 - Mariann Aalda, attrice statunitense
- 1948 - Susan Atkins, criminale statunitense († 2009)
- 1948 - Maurizio Eufemi, politico italiano
- 1948 - Elsa Fornero, economista e politica italiana
- 1948 - Marianella García Villas, politica e avvocata salvadoregna († 1983)
- 1948 - Joe Grushecky, musicista statunitense
- 1948 - Lluís Llach, cantautore spagnolo
- 1948 - Aldina Martano, attrice e showgirl italiana († 2004)
- 1948 - Alan Spenner, bassista britannico († 1991)
- 1948 - Pete Wingfield, tastierista e produttore discografico britannico
- 1949 - Marie-George Buffet, politica francese
- 1949 - Marilyn Burns, attrice statunitense († 2014)
- 1949 - Robert Gatt, ex calciatore maltese
- 1949 - William Lloyd, ex tennista australiano
- 1950 - John Coates, avvocato australiano
- 1950 - Mario Notaro, allenatore di calcio italiano
- 1950 - Prairie Prince, batterista statunitense
- 1950 - Marco Romagnoli, politico italiano
- 1950 - Tim Russert, giornalista, avvocato e conduttore televisivo statunitense († 2008)
- 1950 - Domenico Secondulfo, sociologo italiano
- 1950 - Pio Tarantini, fotografo italiano
- 1951 - Carlos Alomar, chitarrista, compositore e arrangiatore statunitense
- 1951 - Scott Baird, giocatore di curling statunitense
- 1951 - Alan Burridge, scrittore britannico
- 1951 - Micky Droy, ex calciatore inglese
- 1951 - Halina Kaluta, ex cestista polacca
- 1951 - Bernie Marsden, chitarrista e cantante britannico († 2023)
- 1951 - John Fleck, attore statunitense
- 1951 - Ilir Përnaska, ex calciatore albanese
- 1951 - Robert Francis Vasa, vescovo cattolico statunitense
- 1951 - Rick Veitch, fumettista statunitense
- 1951 - Harry Williams, ex calciatore australiano
- 1952 - Simion Cuțov, pugile rumeno († 1993)
- 1952 - Blaine Luetkemeyer, politico statunitense
- 1952 - Patricia Aakhus, scrittrice statunitense († 2012)
- 1952 - Enrique Vidallé, ex calciatore argentino
- 1953 - Waldemar Kita, dirigente sportivo e imprenditore polacco
- 1953 - Paolo Landi, giornalista, scrittore e manager italiano
- 1953 - Joshua Sinclair, attore, sceneggiatore e regista statunitense
- 1954 - Julie Budd, cantante e attrice statunitense
- 1954 - Philippe Geluck, fumettista belga
- 1954 - Valentina Greco, cantante italiana
- 1954 - César Efrain Gutiérrez, ex calciatore honduregno
- 1954 - Jean-Louis Haillet, ex tennista francese
- 1954 - Amy Heckerling, regista e sceneggiatrice statunitense
- 1954 - Chiara Lossani, scrittrice italiana
- 1954 - Candice Miller, politica statunitense
- 1954 - Elaine Shemilt, artista scozzese
- 1955 - Luther Bradley, ex giocatore di football americano statunitense
- 1955 - Frieda Brepoels, politica belga
- 1955 - Florența Crăciunescu, discobola e pesista rumena († 2008)
- 1955 - Nini Giacomelli, paroliera e scrittrice italiana
- 1955 - Richie Hernández, ex cestista portoricano
- 1955 - Alvaro Lojacono, ex brigatista italiano
- 1955 - Stefan Lundin, allenatore di calcio e ex calciatore svedese
- 1955 - Park Sung-hwa, allenatore di calcio e ex calciatore sudcoreano
- 1955 - Ben Poquette, ex cestista statunitense
- 1955 - Peter Reckell, attore statunitense
- 1955 - Michele Sordillo, regista cinematografico e sceneggiatore italiano
- 1955 - Gabriele Zimmer, politica tedesca
- 1956 - Jan Peter Balkenende, politico olandese
- 1956 - S. Scott Bullock, doppiatore e attore statunitense
- 1956 - Steve Diggle, chitarrista e bassista britannico
- 1956 - Anne Dudley, compositrice britannica
- 1956 - Valerie Foushee, politica statunitense
- 1956 - Joel B. Green, biblista e teologo statunitense
- 1956 - Hercules, wrestler statunitense († 2004)
- 1956 - Kōji Hoshino, produttore cinematografico giapponese
- 1956 - Nicholas Hytner, regista e direttore artistico britannico
- 1956 - Vladimir Lisin, imprenditore russo
- 1956 - Wilma Seghetti, ex calciatrice italiana
- 1956 - Dariusz Wolski, direttore della fotografia polacco
- 1956 - Parla Şenol, attrice e cantante turca
- 1956 - Stanisław Żółtek, politico polacco
- 1957 - Ned Bellamy, attore statunitense
- 1957 - Barbara D'Urso, conduttrice televisiva e attrice italiana
- 1957 - Véronique Jannot, attrice e cantante francese
- 1957 - Jordan Lund, attore statunitense
- 1957 - Sarah Mkhonza, scrittrice e attivista swazilandese
- 1957 - Mark Taylor, politico statunitense
- 1958 - Mayra Alejandra, attrice venezuelana († 2014)
- 1958 - Michail Birjukov, allenatore di calcio e ex calciatore sovietico
- 1958 - Bernardo Carpio, ex cestista filippino
- 1958 - Maurizio Di Vincenzo, fumettista italiano
- 1958 - Tadeusz Dolny, ex calciatore polacco
- 1958 - Vladimir Ešeev, ex arciere sovietico
- 1958 - Christine Lieberknecht, politica tedesca
- 1958 - Massimo Masolo, dirigente sportivo e chirurgo italiano
- 1958 - Louis Orr, cestista e allenatore di pallacanestro statunitense († 2022)
- 1958 - Flavia Zanfrà, ex tiratrice a segno italiana
- 1959 - Paolo Alvazzi del Frate, giurista italiano
- 1959 - Steve Hansen, ex rugbista a 15 e allenatore di rugby a 15 neozelandese
- 1959 - S. P. Jananathan, regista e sceneggiatore indiano († 2021)
- 1959 - Tamara Jernigan, ex astronauta statunitense
- 1959 - Heorhi Kalnaotčanka, ex discobolo sovietico
- 1959 - Michael E. Knight, attore statunitense
- 1959 - James Runcie, scrittore, regista e produttore televisivo britannico
- 1959 - Daniel Shak, manager e giocatore di poker statunitense
- 1960 - Sabahudin Bilalović, cestista bosniaco († 2003)
- 1960 - Marco Cecilli, allenatore di calcio e ex calciatore italiano
- 1960 - Federico Fiumani, cantautore, chitarrista e scrittore italiano
- 1960 - Kathy Foster, ex cestista australiana
- 1960 - Almudena Grandes, scrittrice spagnola († 2021)
- 1960 - Eric Lobron, scacchista tedesco
- 1960 - Jack Radcliffe, attore pornografico statunitense
- 1960 - Mike Sanders, ex cestista e allenatore di pallacanestro statunitense
- 1961 - Phil Campbell, chitarrista britannico
- 1961 - Lucile Hadžihalilović, regista, sceneggiatrice e montatrice francese
- 1961 - Kamandar Madžydaŭ, ex lottatore bielorusso
- 1961 - Mario Montorfano, allenatore di calcio e ex calciatore italiano
- 1961 - Graziano Pizzimenti, politico italiano
- 1961 - Robert Spano, direttore d'orchestra e pianista statunitense
- 1962 - Stasys Baranauskas, ex calciatore lituano
- 1962 - Tony Campbell, ex cestista e allenatore di pallacanestro statunitense
- 1962 - Zupo, ex pallamanista e allenatore di pallamano spagnolo
- 1962 - Heiner Klemme, filosofo tedesco
- 1962 - Piero Liatti, pilota di rally italiano
- 1962 - Monika Martin, cantante austriaca
- 1962 - Dominik Moll, regista e sceneggiatore tedesco
- 1962 - Gordana Perkučin, tennistavolista jugoslava
- 1962 - Eddie Lee Wilkins, ex cestista e allenatore di pallacanestro statunitense
- 1963 - Sergio Battistini, allenatore di calcio e ex calciatore italiano
- 1963 - Esteve Fradera, ex calciatore spagnolo
- 1963 - Johnny Lee Middleton, bassista statunitense
- 1963 - Federico Muñoz, ex ciclista su strada colombiano
- 1963 - Muhammad al-Ya'qubi, giurista siriano
- 1963 - Darıga Nazarbaeva, politica kazaka
- 1964 - Gianni Berrino, politico italiano
- 1964 - Sandro Bertaggia, allenatore di hockey su ghiaccio e ex hockeista su ghiaccio svizzero
- 1964 - Ivano Biagi, ex pugile italiano
- 1964 - Massimo Cierro, ex tennista italiano
- 1964 - Ronnie Harmon, ex giocatore di football americano statunitense
- 1964 - István Hiller, politico ungherese
- 1964 - Guido Hinterseer, ex sciatore alpino austriaco
- 1964 - Giuseppe Iachini, allenatore di calcio, dirigente sportivo e ex calciatore italiano
- 1964 - Ignacio Ibáñez, ex calciatore spagnolo
- 1964 - Denis Mandarino, artista, compositore e scrittore brasiliano
- 1964 - Stefano Meloccaro, giornalista, personaggio televisivo e conduttore radiofonico italiano
- 1964 - Leslie O'Neal, ex giocatore di football americano statunitense
- 1964 - Elliot Perlman, scrittore australiano
- 1964 - Claudio Peverani, dirigente sportivo e ex calciatore sammarinese
- 1964 - Pjer Žalica, regista e sceneggiatore bosniaco
- 1965 - Mario Alberti, fumettista italiano
- 1965 - Henrik Andersen, ex calciatore danese
- 1965 - Eric Eichmann, ex calciatore e giocatore di calcio a 5 statunitense
- 1965 - Owen Hart, wrestler canadese († 1999)
- 1965 - Huang Zhihong, ex pesista cinese
- 1965 - Eqerem Memushi, allenatore di calcio e ex calciatore albanese
- 1965 - Jörg Neun, ex calciatore tedesco
- 1965 - Pascal Plovie, ex calciatore belga
- 1965 - Norman Whiteside, ex calciatore nordirlandese
- 1966 - Xavi Crespo, ex cestista spagnolo
- 1966 - Ted Deutch, politico e avvocato statunitense
- 1966 - Jes Høgh, ex calciatore danese
- 1966 - Kaoru Kakinami, ex calciatrice giapponese
- 1966 - Filippo Melchiorre, politico italiano
- 1966 - Attila Pintér, allenatore di calcio e ex calciatore ungherese
- 1966 - Rob Reekers, allenatore di calcio e ex calciatore olandese
- 1966 - Atsushi Satō, tastierista, compositore e arrangiatore giapponese
- 1966 - Peter Szendy, filosofo e musicologo francese
- 1966 - Andrea Tafi, ex ciclista su strada italiano
- 1966 - Alessandro Urzì, politico e giornalista italiano
- 1967 - Dražen Anzulović, ex cestista e allenatore di pallacanestro croato
- 1967 - Adriano Bonaiuti, allenatore di calcio e ex calciatore italiano
- 1967 - Steve Potts, allenatore di calcio e ex calciatore inglese
- 1967 - Adam Price, sceneggiatore danese
- 1967 - Jonathan Wheatley, ingegnere e dirigente sportivo britannico
- 1968 - Rob Alflen, allenatore di calcio e ex calciatore olandese
- 1968 - Eagle-Eye Cherry, cantautore e attore svedese
- 1968 - Fernando García Cadiñanos, vescovo cattolico spagnolo
- 1968 - Marco Gisotti, giornalista italiano
- 1968 - Walter Hamada, produttore cinematografico statunitense
- 1968 - Bernd Hobsch, ex calciatore tedesco
- 1968 - Traci Lords, attrice e ex attrice pornografica statunitense
- 1968 - William Okpara, ex calciatore e ex giocatore di calcio a 5 nigeriano
- 1968 - Florian Schwarthoff, ex ostacolista tedesco
- 1968 - Markus Wasser, ex bobbista svizzero
- 1968 - IOTA, cantante, musicista e attore australiano
- 1969 - Stamen Belčev, allenatore di calcio e ex calciatore bulgaro
- 1969 - Alexander Bottini, calciatore venezuelano († 2002)
- 1969 - Marie Bäumer, attrice tedesca
- 1969 - Loris Cecchini, artista italiano
- 1969 - Margherita Di Rauso, attrice italiana
- 1969 - Kitó Ferreira, allenatore di calcio a 5 portoghese
- 1969 - Katerina Maleeva, ex tennista bulgara
- 1969 - Cecilia Manzo, ex cestista messicana
- 1969 - José Manuel Moreno Periñán, ex pistard spagnolo
- 1969 - Jirō Satō, attore giapponese
- 1969 - Russell Short, atleta paralimpico australiano
- 1969 - Enrico Sognato, cantautore, compositore e chitarrista italiano
- 1970 - Vincenzo Lambertini, allenatore di calcio e ex calciatore italiano
- 1970 - Jenny Saville, pittrice inglese
- 1970 - Freddy Suárez, ex calciatore peruviano
- 1970 - Scooter Ward, musicista statunitense
- 1970 - Edwin Zoetebier, ex calciatore olandese
- 1971 - Ana Lucia Araujo, storica, scrittrice e docente statunitense
- 1971 - Valérie Baudson, imprenditrice francese
- 1971 - Marco Casagrande, architetto finlandese
- 1971 - Horgh, batterista norvegese
- 1971 - Emmanuel Magnien, ex ciclista su strada e ciclocrossista francese
- 1971 - Justine Mattera, showgirl, attrice e conduttrice televisiva statunitense
- 1971 - Helen Moore, scrittrice e poetessa scozzese
- 1971 - Mike Nahar, ex cestista olandese
- 1971 - Marcel Philipp, politico tedesco
- 1971 - Thomas Piketty, economista francese
- 1971 - Pamela Rendi-Wagner, politica e medica austriaca
- 1971 - Ivan Sergei, attore statunitense
- 1971 - César Fernando Silvera, ex calciatore uruguaiano
- 1971 - Harald Christian Strand Nilsen, ex sciatore alpino norvegese
- 1971 - Stefano Torrisi, ex calciatore italiano
- 1972 - Franco Berra, ex canottiere italiano
- 1972 - Barbara Doll, attrice pornografica francese († 2023)
- 1972 - Peter Dubovský, calciatore slovacco († 2000)
- 1972 - Asghar Farhadi, regista, sceneggiatore e produttore cinematografico iraniano
- 1972 - Jennifer Yuh Nelson, regista statunitense
- 1973 - Tomas Antonelius, ex calciatore svedese
- 1973 - Sokol Balla, giornalista, conduttore televisivo e scrittore albanese
- 1973 - Marino Curnis, viaggiatore italiano
- 1973 - Jürgen Hasler, ex sciatore alpino liechtensteinese
- 1973 - Richard Lugo, ex cestista venezuelano
- 1973 - Kristian Lundin, compositore, produttore discografico e cantautore svedese
- 1973 - Ylli Manjani, giurista, docente e politico albanese
- 1973 - Kaoru Nagadome, ex calciatrice giapponese
- 1973 - Godwin Owinje, ex cestista nigeriano
- 1973 - Paolo Savoldelli, commentatore televisivo e ex ciclista su strada italiano
- 1973 - Cristiano Turato, chitarrista e cantante italiano
- 1973 - Denis Wucherer, allenatore di pallacanestro e ex cestista tedesco
- 1974 - Christoffer Boe, regista e sceneggiatore danese
- 1974 - Ben Bostrom, pilota motociclistico statunitense
- 1974 - Trond Hansen, ex calciatore norvegese
- 1974 - Amir Hoxha, cantautore albanese
- 1974 - Lawrence Johnson, ex astista statunitense
- 1974 - Yukio Kagayama, pilota motociclistico giapponese
- 1974 - Eduardo Macía, dirigente sportivo spagnolo
- 1974 - Breckin Meyer, attore, sceneggiatore e doppiatore statunitense
- 1974 - Ian Pearce, ex calciatore inglese
- 1974 - Camille Riquier, filosofo francese
- 1974 - Ricardo Francisco Rojas, ex calciatore cileno
- 1974 - Ye Zhaoying, ex giocatrice di badminton cinese
- 1975 - Árni Gautur Arason, ex calciatore islandese
- 1975 - Big Noyd, rapper statunitense
- 1975 - Gualtiero Burzi, attore italiano
- 1975 - Gunhild Carling, cantante e polistrumentista svedese
- 1975 - Preto Casagrande, allenatore di calcio e ex calciatore brasiliano
- 1975 - Luca Cei, ex ciclista su strada italiano
- 1975 - Michael Kretschmer, politico tedesco
- 1975 - Andreas Lund, ex calciatore norvegese
- 1975 - Roxana Maracineanu, ex nuotatrice e politica francese
- 1975 - Maureen Mmadu, allenatrice di calcio e ex calciatrice nigeriana
- 1975 - Roberto Prosseda, pianista italiano
- 1975 - Céline Seigneur, schermitrice francese
- 1975 - Sigfús Sigurðsson, ex pallamanista islandese
- 1975 - Martina Topley-Bird, cantautrice e pianista britannica
- 1975 - Jason Tunks, discobolo canadese
- 1976 - Dave van den Bergh, ex calciatore olandese
- 1976 - Thomas Biagi, pilota automobilistico italiano
- 1976 - Calvin Booth, ex cestista e dirigente sportivo statunitense
- 1976 - Frédéric Boulière, schermidore francese
- 1976 - Simon Dwight, ex cestista australiano
- 1976 - Zoé Félix, attrice francese
- 1976 - Matteo Gianello, ex calciatore italiano
- 1976 - Cariola Hechavarría, ex cestista cubana
- 1976 - Carrie Henn, attrice statunitense
- 1976 - Anders Juliussen, ex calciatore norvegese
- 1976 - Murat Kurum, politico e ingegnere turco
- 1976 - Andrea Lo Cicero, rugbista a 15 e conduttore televisivo italiano
- 1976 - Daniel Njenga, ex siepista e maratoneta keniota
- 1976 - Giampiero Pastore, ex schermidore italiano
- 1976 - Steven Reinprecht, ex hockeista su ghiaccio canadese
- 1976 - Ayelet Shaked, politica israeliana
- 1976 - Matt Squire, produttore discografico e musicista statunitense
- 1976 - Tang Lin, ex judoka cinese
- 1976 - Sophie Thalmann, modella francese
- 1976 - Chrysoula Zacharopoulou, ginecologa e politica greca
- 1977 - Sebastian Colțescu, arbitro di calcio rumeno
- 1977 - László Éger, ex calciatore ungherese
- 1977 - Elton Flatley, ex rugbista a 15 australiano
- 1977 - Vladimir Ivić, allenatore di calcio e ex calciatore serbo
- 1977 - Marko Milič, ex cestista e allenatore di pallacanestro sloveno
- 1977 - Mélanie Moumas, schermitrice francese
- 1977 - Kanako Nishi, scrittrice giapponese
- 1977 - Grégory Paisley, ex calciatore francese
- 1977 - Petr Papoušek, allenatore di calcio e calciatore ceco
- 1977 - Łukasz Sosin, ex calciatore polacco
- 1977 - Chiaki Takahashi, doppiatrice, cantante e modella giapponese
- 1977 - Roman Týce, ex calciatore ceco
- 1978 - Stian Arnesen, cantante e polistrumentista norvegese
- 1978 - Aleksandr Bašminov, ex cestista russo
- 1978 - James Carter, ex ostacolista statunitense
- 1978 - Shawn Marion, ex cestista statunitense
- 1978 - Antonella Marquis, ex sciatrice alpina italiana
- 1978 - Francesco Montervino, dirigente sportivo e ex calciatore italiano
- 1978 - Camillo Pace, contrabbassista, compositore e cantautore italiano
- 1978 - Andrej Prokunin, biatleta russo
- 1978 - Peter Wessels, ex tennista olandese
- 1979 - Chiara Baffi, attrice italiana
- 1979 - Mimmo Borrelli, drammaturgo, attore e regista teatrale italiano
- 1979 - Carlos Castaño, ex pistard e ciclista su strada spagnolo
- 1979 - Gareth Cooper, rugbista a 15 gallese
- 1979 - Dmitrij Demuškin, politico russo
- 1979 - Katie Douglas, ex cestista statunitense
- 1979 - D.J. Harrison, ex cestista statunitense
- 1979 - Oliver Kamber, ex hockeista su ghiaccio svizzero
- 1979 - Yōsuke Kubozuka, attore e modello giapponese
- 1979 - Bogdan Pătrașcu, ex calciatore rumeno
- 1979 - Branko Peković, pallanuotista serbo
- 1979 - Peter Petráš, calciatore slovacco
- 1979 - Jack Samani, ex calciatore salomonese
- 1979 - Mohand al-Shihri, terrorista saudita († 2001)
- 1979 - Mike Wilks, ex cestista e allenatore di pallacanestro statunitense
- 1980 - Saeed Abedini, attivista iraniano
- 1980 - Hamad Al-Harbi, calciatore kuwaitiano
- 1980 - Aliyudin Ali, calciatore indonesiano
- 1980 - Luís Castro, allenatore di calcio portoghese
- 1980 - Michele Cesari, attore italiano
- 1980 - Kei Igarashi, cestista giapponese
- 1980 - Niklas Karlsson, ex fondista svedese
- 1980 - Johan Kenkhuis, nuotatore olandese
- 1980 - Kim Nam-soon, arciera sudcoreana
- 1980 - Nina Klenovska, ex biatleta bulgara
- 1980 - Lela Loren, attrice statunitense
- 1980 - Trésor Quidome, ex cestista e allenatore di pallacanestro angolano
- 1981 - Dave Canales, allenatore di football americano statunitense
- 1981 - Jorge Carranza, calciatore argentino
- 1981 - Vincent Clerc, ex rugbista a 15 francese
- 1981 - Andrea Giambruno, giornalista, conduttore televisivo e autore televisivo italiano
- 1981 - Lorena Guréndez, ex ginnasta spagnola
- 1981 - Hannah Hofer, cantante austriaca
- 1981 - Maciej Iwański, ex calciatore polacco
- 1981 - Simone La Terra, alpinista italiano († 2018)
- 1981 - Rupert Pennefather, danzatore britannico
- 1981 - Maria Radner, contralto tedesco († 2015)
- 1981 - Rodrigo dos Santos, ex pallavolista brasiliano
- 1981 - Stacy Silver, ex attrice pornografica ceca
- 1982 - Jay Bothroyd, ex calciatore inglese
- 1982 - Ákos Buzsáky, ex calciatore ungherese
- 1982 - Claudio Cerasa, giornalista e blogger italiano
- 1982 - Kristjan Fajt, ex ciclista su strada sloveno
- 1982 - Matt Gaetz, politico statunitense
- 1982 - Otis George, ex cestista dominicense
- 1982 - Iban Gárate, attore e produttore cinematografico spagnolo
- 1982 - Jun Ichikawa, attrice e doppiatrice giapponese
- 1982 - Conor Jackson, ex giocatore di baseball statunitense
- 1982 - Jung Jae-il, compositore sudcoreano
- 1982 - Ewelina Kobryn, ex cestista polacca
- 1982 - Sonia Leong, fumettista e illustratrice britannica
- 1982 - Renaldo Major, ex cestista e allenatore di pallacanestro statunitense
- 1982 - Nam Song-chol, ex calciatore nordcoreano
- 1982 - Filip Novák, hockeista su ghiaccio ceco
- 1982 - Juan Pablo Raponi, ex calciatore argentino
- 1982 - Angela Rinicella, ex mezzofondista italiana
- 1982 - Tony Ruggeri, giocatore di beach soccer francese
- 1982 - José Saez, ex calciatore francese
- 1982 - Dušan Vasiljević, ex calciatore serbo
- 1982 - Gustavo Veronesi, ex calciatore brasiliano
- 1983 - Ion Al-Ioani, ex giocatore di calcio a 5 romeno
- 1983 - Daniele Buzzegoli, allenatore di calcio e ex calciatore italiano
- 1983 - Marco Galiazzo, arciere italiano
- 1983 - Josip Glasnović, tiratore a volo croato
- 1983 - Aleksandr Legkov, ex fondista russo
- 1983 - Tanga Loa, wrestler statunitense
- 1983 - Ma Zengyu, ex cestista cinese
- 1983 - Vitalij Medvedev, schermidore ucraino
- 1983 - Brian Murphy, calciatore irlandese
- 1983 - Garry O'Connor, ex calciatore scozzese
- 1983 - Hamed Sohrabnejad, cestista iraniano
- 1983 - Lars Iver Strand, calciatore norvegese
- 1983 - Joe Zappala, ex hockeista su ghiaccio statunitense
- 1983 - Julio dos Santos, calciatore paraguaiano
- 1984 - Marc Burch, ex calciatore statunitense
- 1984 - Hélder Cabral, calciatore portoghese
- 1984 - Daniela Ferolla, conduttrice televisiva e ex modella italiana
- 1984 - Miyuki Kanbe, modella, attrice e cantante giapponese († 2008)
- 1984 - Jennifer Maréchal, pallavolista francese
- 1984 - Donnie McGrath, ex cestista statunitense
- 1984 - Mark O'Brien, attore e regista canadese
- 1984 - Kevin Owens, wrestler canadese
- 1984 - Shavkat Raimqulov, ex calciatore uzbeko
- 1984 - Valeska Saab, modella ecuadoriana
- 1984 - Alex Smith, ex giocatore di football americano statunitense
- 1984 - Kim Smith, cestista canadese
- 1984 - Drew Stanton, giocatore di football americano statunitense
- 1984 - Loukas Stylianou, ex calciatore cipriota
- 1985 - Laura Accerboni, poetessa e fotografa italiana
- 1985 - Jakob Andkjær, nuotatore danese
- 1985 - J Balvin, cantautore, rapper e produttore discografico colombiano
- 1985 - Simone Facey, velocista giamaicana
- 1985 - Mohamed Fofana, ex calciatore francese
- 1985 - Marco Hämmerli, allenatore di calcio e ex calciatore svizzero
- 1985 - Michail Ignat'ev, ex ciclista su strada e pistard russo
- 1985 - Stefon Jackson, ex cestista statunitense
- 1985 - Federica Masolin, giornalista e conduttrice televisiva italiana
- 1985 - Herminio Miranda, ex calciatore paraguaiano
- 1985 - Espen Næss Lund, calciatore norvegese
- 1985 - Drew Neitzel, ex cestista statunitense
- 1985 - Tonje Nøstvold, pallamanista norvegese
- 1985 - Josué Núñez, pallavolista portoricano
- 1985 - Milan Purović, ex calciatore montenegrino
- 1985 - Laurențiu Rus, ex calciatore rumeno
- 1985 - Liam Tancock, ex nuotatore britannico
- 1985 - Stefano Tremigliozzi, lunghista italiano
- 1986 - Andrij Ahafonov, cestista ucraino
- 1986 - Matee Ajavon, ex cestista liberiana
- 1986 - William Alves, ex calciatore brasiliano
- 1986 - Anton Chudobin, hockeista su ghiaccio russo
- 1986 - Alfonso Delgado, calciatore spagnolo
- 1986 - Hakan Demirel, ex cestista turco
- 1986 - Davide Gavazzi, calciatore italiano
- 1986 - Adrien Goguet, pilota motociclistico francese
- 1986 - Tony Gugino, cestista statunitense
- 1986 - Matt Helders, batterista e disc jockey britannico
- 1986 - Zlatko Janjić, ex calciatore bosniaco
- 1986 - Sergej Kuznecov, ex calciatore russo
- 1986 - Mariangela Parravicini, ex sciatrice freestyle italiana
- 1986 - Philipp Schmid, ex sciatore alpino tedesco
- 1986 - Evgenij Voronov, cestista russo
- 1987 - José Ángel Antelo, ex cestista e politico spagnolo
- 1987 - Rövşən Bayramov, lottatore azero
- 1987 - Cristian Borruto, giocatore di calcio a 5 argentino
- 1987 - Aidy Bryant, attrice, comica e sceneggiatrice statunitense
- 1987 - Kadir Cin, pallavolista turco
- 1987 - Russell Dickerson, cantante statunitense
- 1987 - Jelena Dubljević, cestista montenegrina
- 1987 - Pierre Ducasse, ex calciatore francese
- 1987 - William Edjenguélé, calciatore francese
- 1987 - Giulia Fabbri, attrice teatrale e cantante italiana
- 1987 - Chiara Ferragni, imprenditrice e blogger italiana
- 1987 - Serge Gakpé, ex calciatore francese
- 1987 - Vikas Gupta, produttore televisivo, sceneggiatore e attore indiano
- 1987 - Ľuboš Hanzel, calciatore slovacco
- 1987 - Akihiro Hayashi, calciatore giapponese
- 1987 - Anissa Kate, attrice pornografica francese
- 1987 - Asami Konno, conduttrice televisiva e cantante giapponese
- 1987 - Jaroslav Korolëv, ex cestista russo
- 1987 - Matej Krušič, ex cestista sloveno
- 1987 - Svjatlana Kudzelič, siepista, mezzofondista e maratoneta bielorussa
- 1987 - Jasulan Moldaqaraev, calciatore kazako
- 1987 - Jérémy Ménez, calciatore francese
- 1987 - Lamar Neagle, ex calciatore statunitense
- 1987 - Maya Erskine, attrice, sceneggiatrice e produttrice televisiva statunitense
- 1987 - Park Hyun-beom, ex calciatore sudcoreano
- 1987 - Hélder Guedes, ex calciatore portoghese
- 1987 - Stefano Pompeo, italiano († 1999)
- 1987 - Terry Reintke, politica tedesca
- 1987 - Mark Reynolds, calciatore scozzese
- 1987 - Thiago Sales, calciatore brasiliano
- 1988 - Nathan Burns, calciatore australiano
- 1988 - Johann Carrasso, ex calciatore francese
- 1988 - Andreea Chițu, judoka rumena
- 1988 - Sam Dyson, giocatore di baseball statunitense
- 1988 - Bruno Gallo, calciatore brasiliano
- 1988 - Alex Goode, rugbista a 15 inglese
- 1988 - Brandon Jones, attore statunitense
- 1988 - Ma Jin, giocatrice di badminton cinese
- 1988 - Takayuki Morimoto, ex calciatore giapponese
- 1988 - Erasto Nyoni, calciatore tanzaniano
- 1988 - Rodrigo Junior Paula Silva, ex calciatore brasiliano
- 1988 - Jana Franziska Poll, pallavolista tedesca
- 1988 - Eino Puri, ex calciatore estone
- 1988 - Sander Puri, calciatore estone
- 1988 - Niklas Römer, ex giocatore di football americano tedesco
- 1988 - Alfredo Rafael Sosa, ex calciatore argentino
- 1988 - Pavel Suchov, schermidore russo
- 1988 - Aleksandar Ugrinoski, ex cestista macedone
- 1988 - Iain Vigurs, calciatore scozzese
- 1989 - Asaeli Ai Valu, rugbista a 15 tongano
- 1989 - Marijan Antolović, ex calciatore croato
- 1989 - Francesco Bolzoni, allenatore di calcio e ex calciatore italiano
- 1989 - Daniel do Carmo Oliveira, hockeista su pista portoghese
- 1989 - Devlin, rapper britannico
- 1989 - Cherrelle Garrett, bobbista statunitense
- 1989 - Patrick Jazbec, ex sciatore alpino sloveno
- 1989 - D.C. Jefferson, giocatore di football americano statunitense
- 1989 - Juho Lehtoranta, cestista finlandese
- 1989 - Adolfo López, cestista paraguaiano
- 1989 - Ali Mutashar, calciatore iracheno
- 1989 - Amer Osmanagić, ex calciatore bosniaco
- 1989 - Kheeston Randall, giocatore di football americano statunitense
- 1989 - Abdelaziz Sanqour, calciatore emiratino
- 1989 - Michael Stockton, cestista statunitense
- 1989 - Earl Thomas, ex giocatore di football americano statunitense
- 1989 - Taïsija Udodenko, cestista ucraina
- 1990 - Hussein Al-Ghazi, calciatore yemenita
- 1990 - Sid Ali Boudina, canottiere algerino
- 1990 - Junior Cadougan, ex cestista e allenatore di pallacanestro canadese
- 1990 - Martina Cavallero, hockeista su prato argentina
- 1990 - Uee, cantante, ballerina e attrice sudcoreana
- 1990 - Michał Kubik, giocatore di calcio a 5 polacco
- 1990 - Sydney Leroux, calciatrice canadese
- 1990 - Romero Osby, ex cestista statunitense
- 1990 - Marco Rangl, bobbista e ex velocista austriaco
- 1990 - Sideris Tasiadis, canoista tedesco
- 1990 - Top Dolla, wrestler e ex giocatore di football americano statunitense
- 1990 - Yoon Bit-garam, calciatore sudcoreano
- 1990 - Il'ja Šikšin, goista russo
- 1991 - Jorge Barajas, pallavolista messicano
- 1991 - Elisa Bartoli, calciatrice italiana
- 1991 - Melissa Bettoni, ex rugbista a 15 italiana
- 1991 - Valentina Biccheri, pallavolista italiana
- 1991 - Evandro Brandão, calciatore angolano
- 1991 - Alessandro Cardelli, politico e avvocato sammarinese
- 1991 - Mercy Cherono, mezzofondista keniota
- 1991 - Tess Davies, ex sciatrice alpina canadese
- 1991 - Emir Dilaver, calciatore austriaco
- 1991 - Takanori Ebina, fondista giapponese
- 1991 - Simone Fontana, bobbista italiano
- 1991 - Daniel Juncadella, pilota automobilistico spagnolo
- 1991 - Masaru Katō, calciatore giapponese
- 1991 - Sheena Liam, modella, scrittrice e artista malaysiana
- 1991 - Branden Oliver, ex giocatore di football americano statunitense
- 1991 - Élise Pellegrin, sciatrice alpina maltese
- 1991 - Mihaela Petrilă, canottiera rumena
- 1991 - Rueben Randle, giocatore di football americano statunitense
- 1991 - Steve Williams, ex giocatore di football americano statunitense
- 1991 - Wouter ter Maat, pallavolista olandese
- 1992 - Robbie Benson, calciatore irlandese
- 1992 - Chris Carter, cestista statunitense
- 1992 - Teah Dennis, calciatore liberiano
- 1992 - Adrián Embarba, calciatore spagnolo
- 1992 - Ryan Harrison, ex tennista statunitense
- 1992 - Andrés Ibargüen, calciatore colombiano
- 1992 - Tyler Johnson, cestista statunitense
- 1992 - Abdelmalik Lahoulou, ostacolista e velocista algerino
- 1992 - Moussa Limane, calciatore centrafricano
- 1992 - Alexander Ludwig, attore, cantante e modello canadese
- 1992 - Djibrilla Moussa, calciatore nigerino
- 1992 - Simeon Nwankwo, calciatore nigeriano
- 1992 - Natalia Rodríguez, attrice spagnola
- 1992 - Artur Rudko, calciatore ucraino
- 1992 - Alessandro Zanelli, cestista italiano
- 1993 - Nick Besler, calciatore statunitense
- 1993 - Yannick Cortie, calciatore olandese
- 1993 - Amyra Dastur, attrice indiana
- 1993 - Stefano Denswil, calciatore surinamese
- 1993 - Kenneth Dougall, calciatore australiano
- 1993 - Amile Jefferson, ex cestista e allenatore di pallacanestro statunitense
- 1993 - Haythem Jouini, calciatore tunisino
- 1993 - Vladyslav Kulač, calciatore ucraino
- 1993 - Will Ospreay, wrestler inglese
- 1993 - Mihai Popescu, calciatore rumeno
- 1993 - Nicolae Stanciu, calciatore rumeno
- 1993 - Ajla Tomljanović, tennista croata
- 1993 - Marvin Wanitzek, calciatore tedesco
- 1993 - Yoon So-hee, attrice sudcoreana
- 1994 - Abdellatif Baka, atleta paralimpico algerino
- 1994 - Ruslan Bolov, calciatore russo
- 1994 - Stefan Čupić, calciatore serbo
- 1994 - Pauline Hammarlund, calciatrice svedese
- 1994 - Reggie Johnson, cestista statunitense
- 1994 - Olanrewaju Kehinde, calciatore nigeriano
- 1994 - Bartosz Kwiecień, calciatore polacco
- 1994 - Luís Gomes, ciclista su strada portoghese
- 1994 - Héctor Majul, hockeista su ghiaccio messicano
- 1994 - Dino Mikanović, calciatore croato
- 1994 - Ilaria Milazzo, cestista italiana
- 1994 - Sylvio Ouassiero, ex calciatore francese
- 1994 - Michael Roberts, giocatore di football americano statunitense
- 1994 - Andrés Robles, calciatore cileno
- 1994 - İlter Taşkın, calciatore azero
- 1995 - Ahmad Abu Al-Soud, ginnasta giordano
- 1995 - Luke Bezzina, velocista maltese
- 1995 - Llywelyn Cremona, calciatore maltese
- 1995 - Seko Fofana, calciatore ivoriano
- 1995 - Zane Gonzalez, giocatore di football americano statunitense
- 1995 - Nicolás Guirin, calciatore uruguaiano
- 1995 - Jack Hendry, calciatore scozzese
- 1995 - Fred Kerley, velocista statunitense
- 1995 - Kevin O'Connor, calciatore irlandese
- 1995 - Stivăn Petkov, calciatore bulgaro
- 1995 - Keisuke Saka, calciatore giapponese
- 1995 - Anders Skaarseth, ciclista su strada norvegese
- 1995 - Yuri Mamute, calciatore brasiliano
- 1995 - Veronika Vernadskaja, attrice russa
- 1995 - Alex Washington, calciatore americo-verginiano
- 1996 - Karl Bebendorf, mezzofondista tedesco
- 1996 - Alexandru Bejan, ex calciatore moldavo
- 1996 - Kenji-Van Boto, calciatore francese
- 1996 - Diletta Carli, nuotatrice italiana
- 1996 - Lucas Correa, calciatore uruguaiano
- 1996 - Melanie Díaz, tennistavolista portoricana
- 1996 - Zakaria El Azzouzi, calciatore marocchino
- 1996 - Daniel Grégorich, lottatore cubano
- 1996 - Manuel Haas, calciatore austriaco
- 1996 - Ethan Happ, cestista statunitense
- 1996 - Jasmi Joensuu, fondista finlandese
- 1996 - Faker, videogiocatore sudcoreano
- 1996 - Jonas Hoff Oftebro, attore e doppiatore norvegese
- 1996 - Sara Poidevin, ciclista su strada canadese
- 1996 - Nicolás Queiroz, calciatore uruguaiano
- 1996 - Mavis Tchibota, calciatore congolese (Repubblica del Congo)
- 1996 - Óscar Vanegas, calciatore colombiano
- 1996 - Khari Willis, giocatore di football americano statunitense
- 1996 - Ingrid de Oliveira, tuffatrice brasiliana
- 1997 - Nadrey Dago, calciatore ivoriano
- 1997 - Dentinho, calciatore brasiliano
- 1997 - Dar'ja Kasatkina, tennista russa
- 1997 - Rico Nasty, rapper, cantautrice e produttrice discografica statunitense
- 1997 - Oleksandr Pichal'onok, calciatore ucraino
- 1997 - Youri Tielemans, calciatore belga
- 1998 - Nilsu Berfin Aktaş, attrice turca
- 1998 - Cristian Barrios, calciatore argentino
- 1998 - MrBeast, youtuber e imprenditore statunitense
- 1998 - Johannes Handl, calciatore austriaco
- 1998 - Katrin Hirtl-Stanggaßinger, ex sciatrice alpina tedesca
- 1998 - Orestis Kiomourtzoglou, calciatore tedesco
- 1998 - Mohamed Mahmoud, calciatore egiziano
- 1998 - Mihaela Marinova, cantante bulgara
- 1998 - Dani Olmo, calciatore spagnolo
- 1998 - Esteban Obiang, calciatore spagnolo
- 1998 - Alessio Proietti Colonna, nuotatore italiano
- 1998 - Jean Pyerre, calciatore brasiliano
- 1998 - Lars Ritzka, calciatore tedesco
- 1998 - Ismaila Soro, calciatore ivoriano
- 1998 - Damian Willemse, rugbista a 15 sudafricano
- 1998 - Thalisson Kelven, calciatore brasiliano
- 1999 - Fran Vieites, calciatore spagnolo
- 1999 - Simay Barlas, attrice turca
- 1999 - Zorhan Bassong, calciatore canadese
- 1999 - Terrel Bernard, giocatore di football americano statunitense
- 1999 - Michael Carter, giocatore di football americano statunitense
- 1999 - Sirine Charaabi, pugile italiana
- 1999 - Sakhizwe Dlamini, principessa swati
- 1999 - Tommy Fury, pugile e personaggio televisivo britannico
- 1999 - Diego González Cabanes, calciatore spagnolo
- 1999 - Matija Horvat, calciatore croato
- 1999 - Vinícius Lopes da Silva, calciatore brasiliano
- 1999 - Fraser Murray, calciatore scozzese
- 1999 - Elijah Nelson, attore statunitense
- 1999 - Kamilla Ogun, cestista russa
- 1999 - Yves Pons, cestista francese
- 1999 - Kelvyn Ramos da Fonseca, calciatore brasiliano
- 1999 - Blaine Ridge-Davis, ex pistard e ex ciclista di BMX britannica
- 1999 - John Ridgeway, giocatore di football americano statunitense
- 1999 - Elisa Silva, cantante portoghese
- 1999 - Ruki Tobita, snowboarder giapponese
- 1999 - Alon Yogev, pistard e ciclista su strada israeliano
- 1999 - Erika Zafirova, ginnasta bulgara
- 2000 - Eden Alene, cantante israeliana
- 2000 - Jalen Brooks, giocatore di football americano statunitense
- 2000 - Federica Cafferata, calciatrice italiana
- 2000 - Maxwell Perry Cotton, attore statunitense
- 2000 - Adam Foltán, ciclista su strada e ciclocrossista slovacco
- 2000 - Leon Kreković, calciatore croato
- 2000 - Gabriel Pereira Magalhães dos Santos, calciatore brasiliano
- 2000 - Ibrahim Sadiq, calciatore ghanese
- 2000 - Scott Woods, calciatore norvegese

## XXI secolo(29)
- 2001 - Bruno Barticciotto, calciatore cileno
- 2001 - JP Galvão, calciatore brasiliano
- 2001 - Leon Faun, rapper e attore italiano
- 2001 - Francesca Quazzico, calciatrice italiana
- 2001 - Nishan Velupillay, calciatore australiano
- 2001 - Dejan Zukić, calciatore serbo
- 2002 - Andrew Barth Feldman, attore statunitense
- 2002 - Kayshon Boutte, giocatore di football americano statunitense
- 2002 - Marius Corbu, calciatore rumeno
- 2002 - Braulio Guisolfo, calciatore uruguaiano
- 2002 - Pauline Pfeif, tuffatrice tedesca
- 2002 - Mason Richman, giocatore di football americano statunitense
- 2002 - Konstantin Šil'cov, calciatore russo
- 2002 - Naatan Skyttä, calciatore finlandese
- 2002 - Sara Verteramo, pesista italiana
- 2003 - Domingos Andrade, calciatore angolano
- 2003 - Tanguy Zoukrou, calciatore francese
- 2003 - Yanis Lhéry, calciatore francese
- 2003 - Daniel Luna, calciatore colombiano
- 2003 - Gabriel Norambuena, calciatore cileno
- 2003 - Kevin Paredes, calciatore statunitense
- 2003 - Danil Sadreev, saltatore con gli sci russo
- 2003 - Carlos Tatay, pilota motociclistico spagnolo
- 2003 - Vladislav Šitov, calciatore russo
- 2004 - Ashlyn Krueger, tennista statunitense
- 2005 - Jean-Mattéo Bahoya, calciatore francese
- 2005 - Momoko Tanikawa, calciatrice giapponese
- 2005 - Anastasija Šmonina, nuotatrice artistica ucraina
- 2008 - Vasilije Novicić, calciatore serbo

## Senza anno specificato(1)
- Giulia Mesa, imperatrice romana